# Lluís de Granada
Fra Lluís de Granada O.P. (1504, Granada, Espanya - 31 de desembre de 1588, Lisboa, Portugal) fou un escriptor dominic espanyol.

## Biografia
El seu nom de naixement era Lluís de Sarria i fou fill de forners gallecs pobres. No és clar si els seus pares procedien de Sarria, un poble de Lugo, o si ell mateix hi va néixer, tot i que també se'l relaciona amb la petita vila de Xesteira. Algunes fonts diuen que la seva mare treballava de bugadera i que vivien al barrí del Realejo de Granada. De petit va quedar orfe de pare i la seva mare vídua va haver de recórrer a la mendicitat per sobreviure. Més endavant va quedar sota la protecció dels Mendoza, comtes de Tendilla, segons es diu perquè el jove Lluís solia declamar als seus companys de joc els sermons que havia sentit a l'església i en passar-hi el comte, Íñigo López de Mendoza, impressionat de veure un vailet com aquell parlant i expressant-se d'aquella manera, va prendre'l sota la seva protecció i va nomenar-lo patge d'un dels seus fills, Diego Hurtado de Mendoza, després famós per la seva dedicació a la diplomàcia, l'espionatge i la literatura.
Lluís va créixer a l'Alhambra, llar dels Mendoza, i va estudiar humanitats. Amb dinou anys va sol·licitar l'entrada al convent de dominics de Santa Creu la Reial de Granada. Va professar el 1525 i va canviar-se el nom pel de Fra Lluís de Granada. Va destacar com un predicador excels. La seva formació teològica fou també molt profunda: acabats els estudis al convent de Granada, fou enviat al Col·legi de Santa Creu perquè hi aprofundís i el 1529 al Col·legio de Sant Gregori de Valladolid. Allà va conèixer gent com el frare Melchor Cano, un dels seus principals detractors, sobretot des del seu càrrec de Gran Inquisidor; però també allà va tractar amb l'arquebisbe Bartolomé de Carranza. D'ell va prendre unes idees profundament erasmistes. Aleshores intenta anar de missioner a Amèrica, però l'intent es veu frustrat. A mitjans dels anys 30 és enviat al convent d'Escalaceli, a Còrdova, fundat per Àlvar de Còrdova. D'aquesta època data la seva profunda amistat amb Sant Joan d'Àvila, de qui en reiterades ocasions es declara deixeble i amic. És precisament en aquell santuari on escriu el seu Llibre de l'oració i meditació, revisat finalment a Évora (Portugal), on va viure des de principis del 1551. S'imprimeix a Salamanca el 1554, però això li suposa el principi de les seves batalles contra la Inquisició, i en concret amb l'Inquisidor general Fernando de Valdés y Salas, alenat per fra Melchor Cano, teòleg també dominic i consultor inquisitorial, a qui molestava que Lluís de Granada estigués convençut de la vocació universal a la santedat, car pretenia "fer que tothom fos contemplatiu i perfecte, i ensenyar al poble en castellà", així com "en haver promès camí de perfecció comú i general a tots els estats, sense vot de castedat, pobresa i obediència", principis que sonaven a erasmisme. El tractat és posat a l'Índex espanyol el 1559, encara que es continua editant a l'estranger, però aquesta obra i la seva Guia de predicadors (1556), també inclosa a l'Índex espanyol, són revisades i aprovades pel Concili de Trento i pel papa Pius IV, a instàncies de Carles Borromeo, cardenal arquebisbe de Milà i gran entusiasta de les seves obres.
Va anar-se'n a Évora, Portugal, invitat per l'arquebisbe d'aquesta ciutat, el 1551, per defensar amb el seu do de paraula la implantació de la Companyia de Jesús. Fou allà confessor dels reis i provincial dels dominics de Portugal. Com a predicador de reconegut prestigi, va passar la resta de la seva vida sobretot entre Évora i Lisboa, on va morir el 1588, segons algunes fonts, amargat pel gran error que va cometre donant validesa a les bogeries de l'anomenada monja de les nafres, cec i amb una salut molt afeblida per dejunis, treballs, penes i mortificacions, i segons altres fonts, refugiat allà de la Inquisició espanyola, que el perseguia per la seva proximitat a les heretgies protestants, alguns dels textos de les quals va emprar a les seves obres.

## Obra

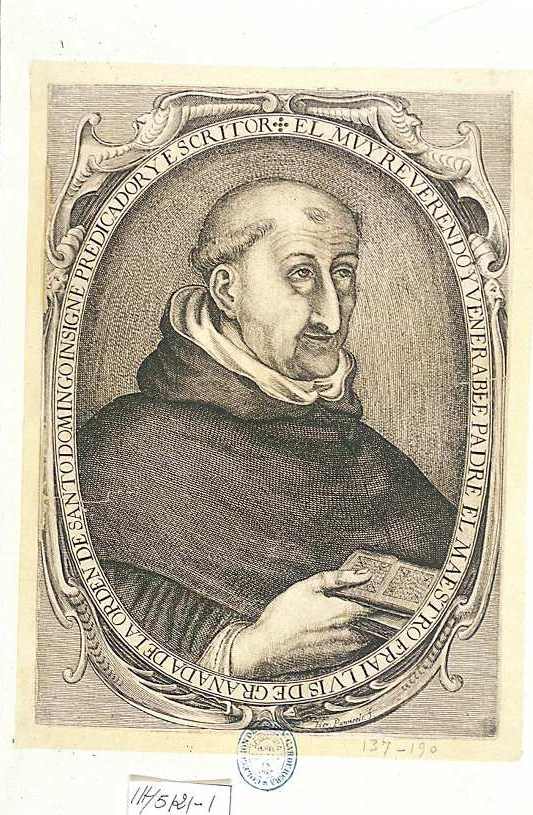
Fra Lluís de Granada, gravat d'Herman Panneels, il·lustració de Luis Muñoz, Vida del P. M. Fray Luis de Granada, Madrid, 1639

L'incident amb la Inquisició espanyola explica en part per què les edicions que apareixen a Espanya a partir del 1566 del Llibre de l'oració i meditació mostren no poques modificacions. Juntament amb la seva traducció romançada del Contemptus mundi (1536), més conegut avui dia com la Imitació de Crist, de Tomàs de Kempis, tradueix també i anota, el 1562, el Llibre anomenat Escala espiritual, de Joan Clímac. L'obra de Fra Lluís de Granada ell mateix la reparteix en tres llengües: llatí, castellà i portuguès. Entre la seva rica producció hi ha el Manual de diverses oracions i exercicis espirituals i la seva Summa caietana, obra de casos de consciència, ambdues del 1557; l'antologia Compendi de vista cristiana i el Tractat de l'oració, ambdós impresos el 1559 i aquest últim atribuït a Pere d'Alcàntara, qui en realitat hauria compendiat el Llibre de l'oració i meditació de Fra Lluís de Granada. L'edició fou revisada i corregida per Fra Lluís per demanda de l'editor Juan Blavio, qui tanmateix la va publicar a nom del sant franciscà, augmentant encara més la confusió. El 1565 publica els dos volums del Memorial de la vida cristiana, on exposa el camí per respondre a la crida a la santedat; el 1566 reedita amb correccions i algunes supressions el Llibre de l'oració i meditació, que queda fonamentalment igual, i l'any següent fa el mateix amb la Guia de pecadors, però aquest cop sí totalment refeta. Així segueixen altres treballs, com la Introducció al símbol de la fe (1583) i el Sermó en què es fa avís que a les caigudes públiques... que es va publicar el mateix any de la seva mort. Finalment, algunes obres seves foren publicades pòstumament.
El dominic fra Justo Cuervo Arango va fer una monumental edició crítica de les obres de Fra Lluís de Granada.